# Stan strachu (film)
Stan strachu – polski film obyczajowy wyreżyserowany przez Janusza Kijowskiego z 1989 roku. Akcja dotyczy historycznych wydarzeń związanych z wprowadzeniem stanu wojennego w Polsce w grudniu 1981 roku.
Został nakręcony w Warszawie.

## Obsada
- Wojciech Malajkat – aktor Jan Małecki
- Anna Majcher – Ewa
- Henryk Talar – Henryk Małecki, brat Jana, major SB
- Monika Niemczyk – aktorka Wanda
- Joanna Trzepiecińska – aktorka Iwona
- Piotr Machalica – Byś
- Ryszard Kotys – portier Władek
- Jan Machulski – Józef Małecki, ojciec Jana
- Marcin Troński – aktor Witek
- Jerzy Dominik – aktor Kornel
- Mieczysław Voit – Pan Kostyń, dyrektor teatru
- Jan Prochyra – major SB
- Zbigniew Suszyński – gwiazdor
- Ryszard Nawrocki – aktor
- Piotr Bajor – aktor
- Maciej Pietrzyk – aktor
- Stanisław Niwiński – aktor
- Piotr Polk – aktor
- Andrzej Grabarczyk